# Roland C. Wagner
Pour les articles homonymes, voir Roland Wagner (homonymie) et Wagner.
Œuvres principales
- Les Futurs Mystères de Paris
- Le Chant du cosmos
- Rêves de gloire

Roland C. Wagner, né le 6 septembre 1960 à Bab El Oued et mort le 5 août 2012 à Laruscade, est un écrivain français de science-fiction. En l'espace d'une trentaine d'années (1981-2012), il publia une centaine de nouvelles et une cinquantaine de romans, à tendance souvent humoristique, qui explorent tous les genres de science-fiction. Ces écrits lui valent, entre autres, le prix Tour Eiffel, le prix Ozone et sept fois le prix Rosny aîné ; le grand prix de l'Imaginaire récompense ses deux œuvres majeures : le cycle Les Futurs Mystères de Paris en 1999 et le roman uchronique Rêves de gloire en 2012.
Il est aussi très connu dans le milieu de la science-fiction pour son rôle de chroniqueur et de critique.

## Biographie

### Jeunesse
Roland Wagner est né le 6 septembre 1960 à Bab El Oued en Algérie française, d'où sa mère était originaire. Son père était un ancien soldat allemand de la Luftwaffe, enrôlé en 1945 dans la Légion, qui après plusieurs campagnes s'était fixé et marié en Algérie. La famille fut rapatriée en métropole en 1962 après le siège de Bab el Oued, à la fin de la guerre d'Algérie, et s'établit à Clamart en région parisienne.
Il se passionna très tôt pour la science-fiction : à 10 ans, après la découverte des romans d'Alphonse Brutsche et Louis Thirion, il avait dévoré la collection Fleuve Noir Anticipation. En 1974, il était présent avec Éric Vial, guère plus âgé que lui, à la convention européenne de la science-fiction qui se déroulait cette année-là en France, à Grenoble. Cette convention fut par la suite considérée comme un véritable passage de relais entre les auteurs français de SF des années 1970 et la nouvelle génération.
Il y réalisa des interviews d'auteurs et resta en contact avec certains d'entre eux, encouragé par Michel Jeury et  Christine Renard.
L'année suivante sa première nouvelle fut publiée dans un fanzine.
Après un bac littéraire, il entama des études d'histoire, tout en traînant dans les bandes de la banlieue où il avait grandi.

### Débuts de novelliste et de chroniqueur

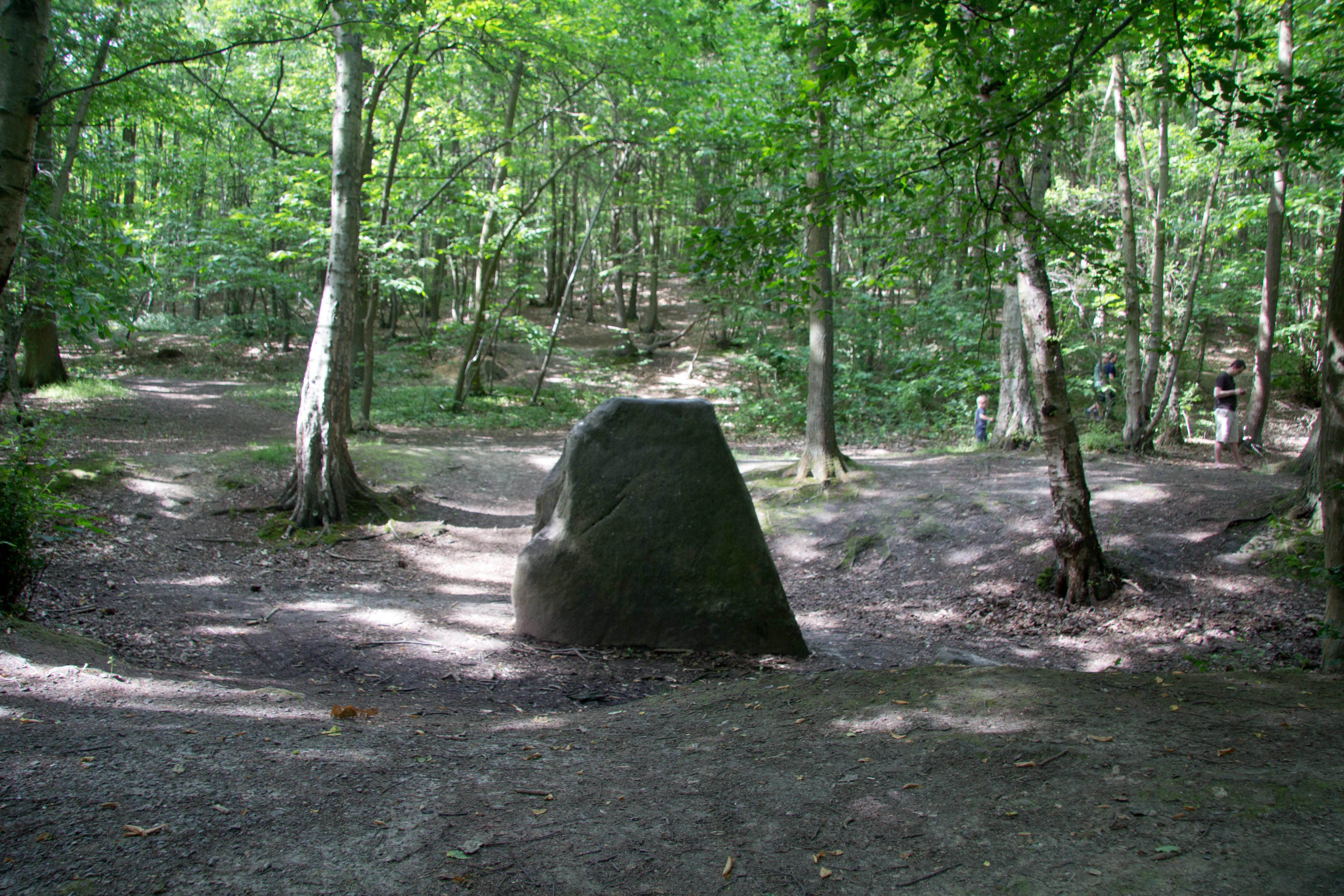
Le Nombril du monde à Clamart, centre du roman éponyme.

Dès la fin des années 1970, il publia articles, nouvelles et chroniques dans divers fanzines, dont Vopaliec SF avec Patrice Verry qu'il avait connu à la convention de Rambouillet. Ses textes paraissaient sous différents pseudonymes comme  Richard Wolfram, Henriette de la Sarthe, Paul Geeron ou Raoul Vernes.
C'est en 1981 que fut publiée sa première nouvelle dans une revue professionnelle, Au bord du gouffre, écrite en collaboration avec Pierre Marlson.
En 1982, il participa également à la réalisation d'une anthologie des auteurs francophones de science-fiction, Bientôt la marée, éditée par Francis Valéry, où fut publiée une de ses propres nouvelles, Faire-part; celle-ci reçut en 1983 le prix Rosny aîné, et fut ensuite republiée en 1984 dans Fiction.
Il rejoignit en 1983 le groupe de rock Brain Damage dont il devint le parolier, donnant une connotation SF aux textes interprétés par le trio.
À partir de 1985, sans négliger les fanzines, il devint également chroniqueur dans plusieurs revues reconnues. Il publia des critiques dans le magazine Fiction en 1985 et 1986 et tint une rubrique consacrée à la  science-fiction dans la revue de rôlistes  Casus Belli jusqu'en 1999.

### Écrivain professionnel
En dépit de la première reconnaissance du prix Rosny aîné pour la nouvelle Faire Part, ses  romans continuèrent à être refusés par les collections de science-fiction jusqu'en 1987, et paraissaient plutôt sous forme de  feuilleton dans des revues comme Nemo. Son premier roman publié en livre ne fut pas de la science-fiction, mais un roman d'espionnage, œuvre de commande écrite avec Alain Paris  dans la collection Espionnage du Fleuve noir. Cet éditeur, conformément à sa politique de fidélisation d'« auteurs maison » accepta alors de publier Le serpent d'angoisse, moyennant une réécriture partielle. Ce roman, qui abordait pour la première fois le concept de psychosphère valut à Roland Wagner le prix Rosny aîné en 1988, cette fois dans la catégorie roman.
Cette première publication est suivie d'une dizaine d'autres romans en Fleuve Noir Anticipation, dont Poupée aux yeux morts qui obtint  à nouveau le prix Rosny aîné en 1989, et trois romans s'inscrivant dans le cycle de l'Histoire du futur proche entamé avec Le serpent d'angoisse.
Peu d'auteurs de science-fiction vivent de leur plume en France, Roland Wagner devint cependant écrivain professionnel ; il reconnaissait que comme pour la plupart des auteurs français ce n'était possible à cette époque que grâce au soutien de sa compagne, qui jouait en quelque sorte un rôle de mécène.
En 1992, après le changement du directeur de collection du Fleuve noir, il passa par une période de vaches maigres, vivotant  comme traducteur des Perry Rhodan, et  écrivant sous pseudo des romans de la collection Blade & Baker pour Jimmy Guieu, entre autres textes alimentaires,. C'est à cette époque que naquit sa fille.

### L'époque de la maturité

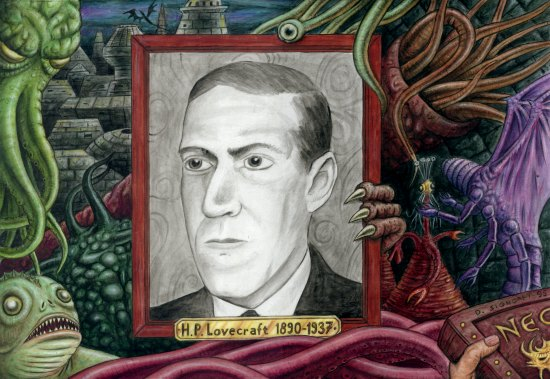
H. P. Lovecraft, héros de l'uchronie HPL (1890-1991)

En 1996, il reprit l'écriture de textes plus personnels, terminant des romans restés en gestation pendant les années précédentes.
Sa biographie uchronique de H. P. Lovecraft, parue sous le titre H.P.L. (1890-1991) dans la revue CyberDreams, obtint en 1997 le prix Rosny aîné. Selon Serge Lehman, on décèle déjà dans cette novella un « rapport plus serein à l'écriture », mutation qui « illumine la série des Futurs Mystères de Paris ».
Ce cycle, dont le héros est un mutant, se déroule dans un futur situé après la « Grande Terreur primitive » qui fit s'effondrer le monde que nous connaissons. Mais a contrario des récits post-apocalyptiques qui prévalaient à l'époque, il est résolument optimiste, et décrit un univers d'où la violence a quasiment disparu. 
Roland Wagner entreprit bientôt d'inscrire ce cycle dans un ensemble plus vaste intitulé Histoire d'un futur, auquel appartiennent notamment la courte série de L'histoire du futur proche, Cette Crédille qui nous ronge et Le Chant du cosmos (1999), space opera décrivant un jeu mental fortement inspiré du go.
Sa nouvelle Fragment du livre de la mer obtint en 1998 le Prix Tour Eiffel et fut diffusée en supplément au magazine de la ville de Paris.
En 2002, il quitta la région parisienne pour rejoindre à Cognac la romancière Sylvie Denis; il collabora dès lors fréquemment avec elle pour leurs travaux de traduction.
Après avoir décrit avec férocité dans La Saison de la sorcière (2003) une France ultra-sécuritaire du proche futur envahie par les États-Unis qui lui a valu les prix Bob Morane et Rosny aîné 2004, il traita de manière réaliste et humoristique dans  Pax Americana (2005) des conséquences à l'échelle mondiale de la déplétion pétrolière.
Il revint au space opera avec Le Temps du voyage (2005), un roman d'aventures influencé par l’œuvre de Jack Vance et picaresque qui mêle aventures et réflexion sur le colonialisme.

### Utopie algérienne
Roland C. Wagner évoquait depuis fort longtemps son projet d'un roman sur l'Algérie ; en 1999 il en traçait déjà les grandes lignes dans une interview, précisant « Maintenant, il ne me reste plus qu’à écrire le bouquin ».
C'est en 2011 qu'il publia Rêves de gloire, une uchronie sur la Guerre d'Algérie placée sous l'influence d'Albert Camus et du mouvement psychédélique des années 1960. Selon lui « il est temps de crever l'abcès et de remettre les choses à leur vraie place ». Ce roman, s'inscrivant dans sa quête d'un monde plus juste et plus paisible, est considéré comme son « grand œuvre ».
Il a obtenu dans les mois suivants sa parution le prix européen Utopiales des pays de la Loire, le grand prix de l'Imaginaire, le prix ActuSF de l'uchronie, le prix du Lundi et le prix Rosny aîné.

### Décès
Le 5 août 2012, il meurt dans un accident de voiture sur la nationale 10, dans lequel sa compagne Sylvie Denis est blessée.
Son décès brutal émut vivement le milieu de la science fiction francophone, et les  hommages se succédèrent pendant plus d'un an tant sur Internet que dans les conventions littéraires de Semoy, Nantes, Bagneux, Épinal ainsi qu'à Clamart où il avait grandi.

## Une figure de la  science-fiction francophone

### Dufandomaux conventions universitaires

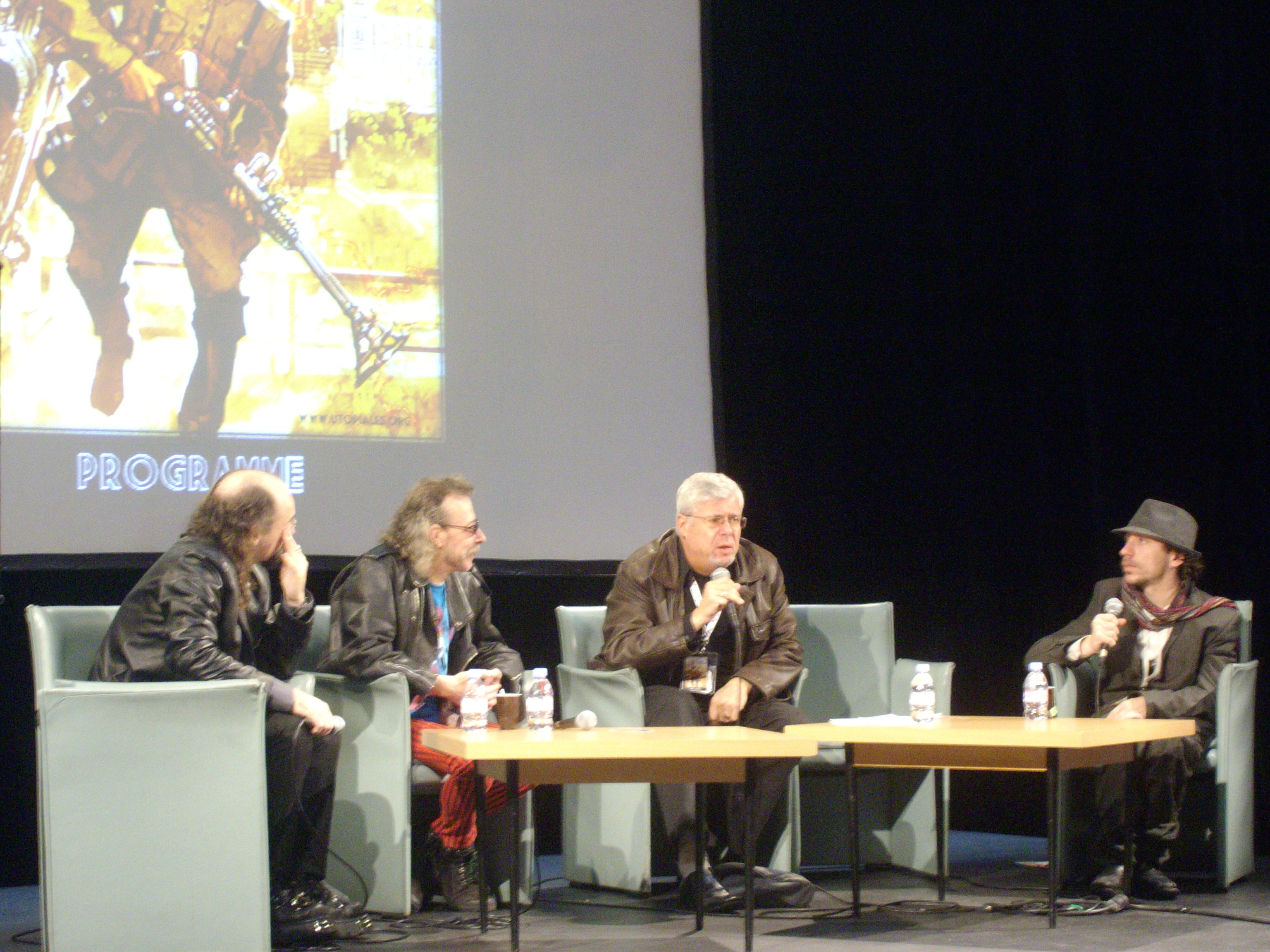
Conférence Histoire et conspirations aux Utopiales (2011)

Venu à la science fiction via le fandom, Roland Wagner  fut une figure du  monde de la science fiction francophone, bien avant d'avoir publié son premier livre. Dans son « cycle du fandom », paru dans Vopaliec, il décrivait avec humour ce petit univers, via les aventures de  « superJouanne » et « Miss Wintrebert ».
Son activité de chroniqueur participait largement à sa notoriété. Ses chroniques dans Casus Belli de 1985 à 1999, firent découvrir la science-fiction à nombre de rôlistes, sous couvert d'idées de scénarios ; elles encouragèrent de jeunes auteurs comme Fabrice Colin ou Laurent Kloetzer.
Dès le début des années 1980, Roland C Wagner était considéré comme un  fin connaisseur de la science-fiction. 
Son érudition et son impertinence en firent un animateur majeur des débats intellectuels de la science-fiction francophone, aussi bien sur Internet que dans de nombreux festivals et rencontres, ou encore dans des contextes universitaires comme les Journées sciences & fictions de Peyresq. Il en resta jusqu'à la fin un fervent animateur, présent à toutes les conventions.

### La défense d'une science-fiction populaire
Roland C. Wagner avait lu ses premiers romans de science-fiction dans la collection « Anticipation » du Fleuve noir et était resté attaché à cette collection pour son côté populaire. Il en était collectionneur et une bonne partie de ses propres romans y furent publiés; il clôtura d'ailleurs la collection en décrochant le  numéro 2001, grâce au  double jeu de mots dans le titre de L'odyssée de l'espèce.
Partisan du copyleft et du libre accès à la culture, il est à l'origine de la pétition des auteurs de science-fiction contre Hadopi, intitulée Qui contrôlera le futur ?. C'est à ce sujet qu'il a écrit avec les Psychronauts le morceau Clique sur le mulot. Après avoir mis gratuitement en ligne certains de ses textes épuisés en édition papier, il autorisa les rééditions en livres électroniques à la condition qu'ils soient sans DRM.

### Hommages et postérité

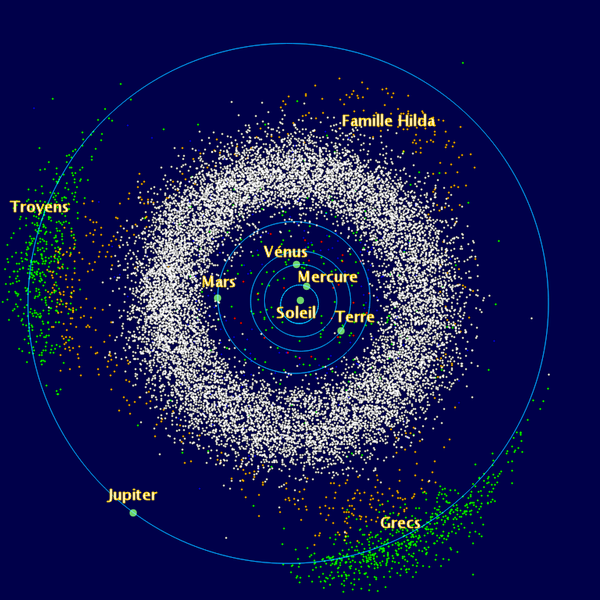
La ceinture principale d'astéroïdes, entre les orbites de Mars et Jupiter.

De nombreux hommages ont été rendus à Roland C. Wagner dans les mois qui ont suivi son décès, ,. 
Un astéroïde de la ceinture principale a été baptisé de son nom : (428102) Rolandwagner.
En 2012, Ayerdhal lui dédia la nouvelle RCW, variation sur les Futurs Mystères. L'ouvrage Ayas, humour & esprit de la Commune, actes des sixièmes Journées interdisciplinaires Sciences & Fictions de Peyresq lui est également dédié. 
Ses œuvres ont été rééditées dès 2015 dans une « intégrale raisonnée » aux éditions des Moutons électriques.
En octobre 2024, ActuSF a lui a consacré une semaine spéciale, diffusant en podcast  une série de témoignages.

## Œuvre

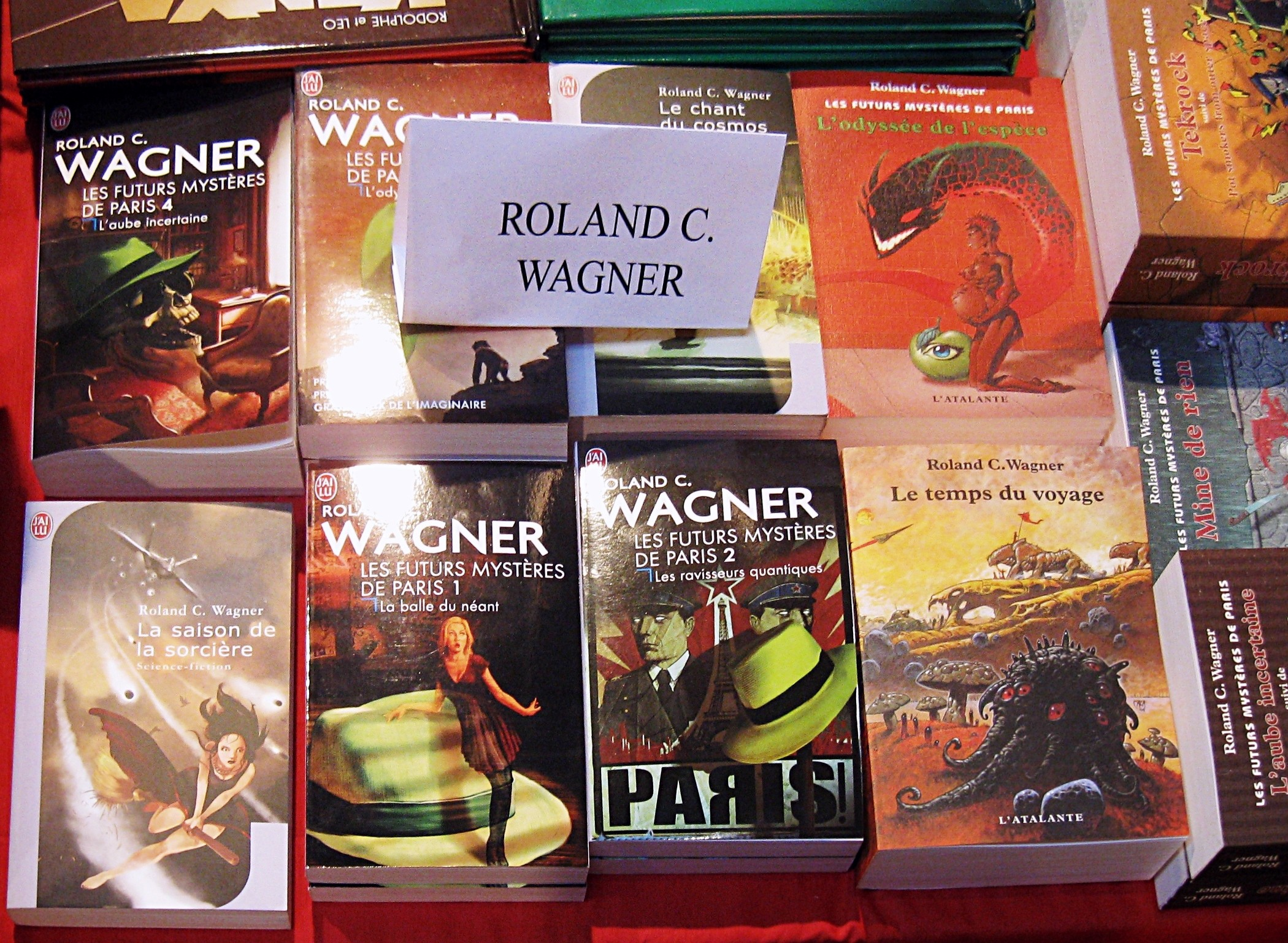
Quelques œuvres de RCW exposées lors des rencontres de l'imaginaire de Sèvres, décembre 2010.

L’œuvre de Roland C. Wagner compte une cinquantaine de romans et plus d'une centaine de nouvelles.
Le grand prix de l'Imaginaire a récompensé ses deux œuvres majeures : le cycle  Les Futurs Mystères de Paris en 1999 et le roman uchronique Rêves de gloire  en 2012.

### Pseudonymes
Né Roland Wagner, l'auteur adopta le « C. » de sa signature en raison de l'existence d'un homonyme et tenait finalement à cette précision. Cette initiale est probablement  celle de son deuxième prénom, à la façon des auteurs américains, mais n'est jamais explicitée, sauf de façon humoristique.
À ses débuts dans les fanzines, il  écrivait sous de multiples pseudonymes dont Richard Wolfram, Henriette de la Sarthe ou Paul Geeron, qui parfois se répondaient et polémiquaient entre eux.
Sous le pseudonyme de Richard Wolfram sont parus la vingtaine de romans de la série Blade & Baker écrits pour Jimmy Guieu.
Le pseudonyme de Red Deff était partagé avec Jean-Marc Ligny ; sous ce nom d'auteur parurent Les Psychopompes de Klash en 1990 et La Sinsé gravite au 21 en 1991.

### Histoire d'un futur
Histoire d'un futur est un cycle organisé autour d'une hypothèse science-fictive — la psychosphère —  qui rassemble une grande partie de l’œuvre de Roland C. Wagner. Histoire du futur proche en est le prologue, il se situe au XXIe siècle et se termine dans les derniers jours de mai 2013. La seconde partie du cycle, Les Futurs Mystères de Paris, est structurée sous la forme semi-utopique d'un monde où la guerre a disparu et la violence considérablement diminué.

#### Histoire du futur proche
Le cycle de l'Histoire du futur proche débute avec Le serpent d'angoisse, qui aborde pour la première fois le concept de psychosphère.
D'abord écrits comme des œuvres indépendantes, ces romans  constituèrent progressivement un univers qui est le prologue des Futurs Mystères de Paris.

#### Les Futurs Mystères de Paris

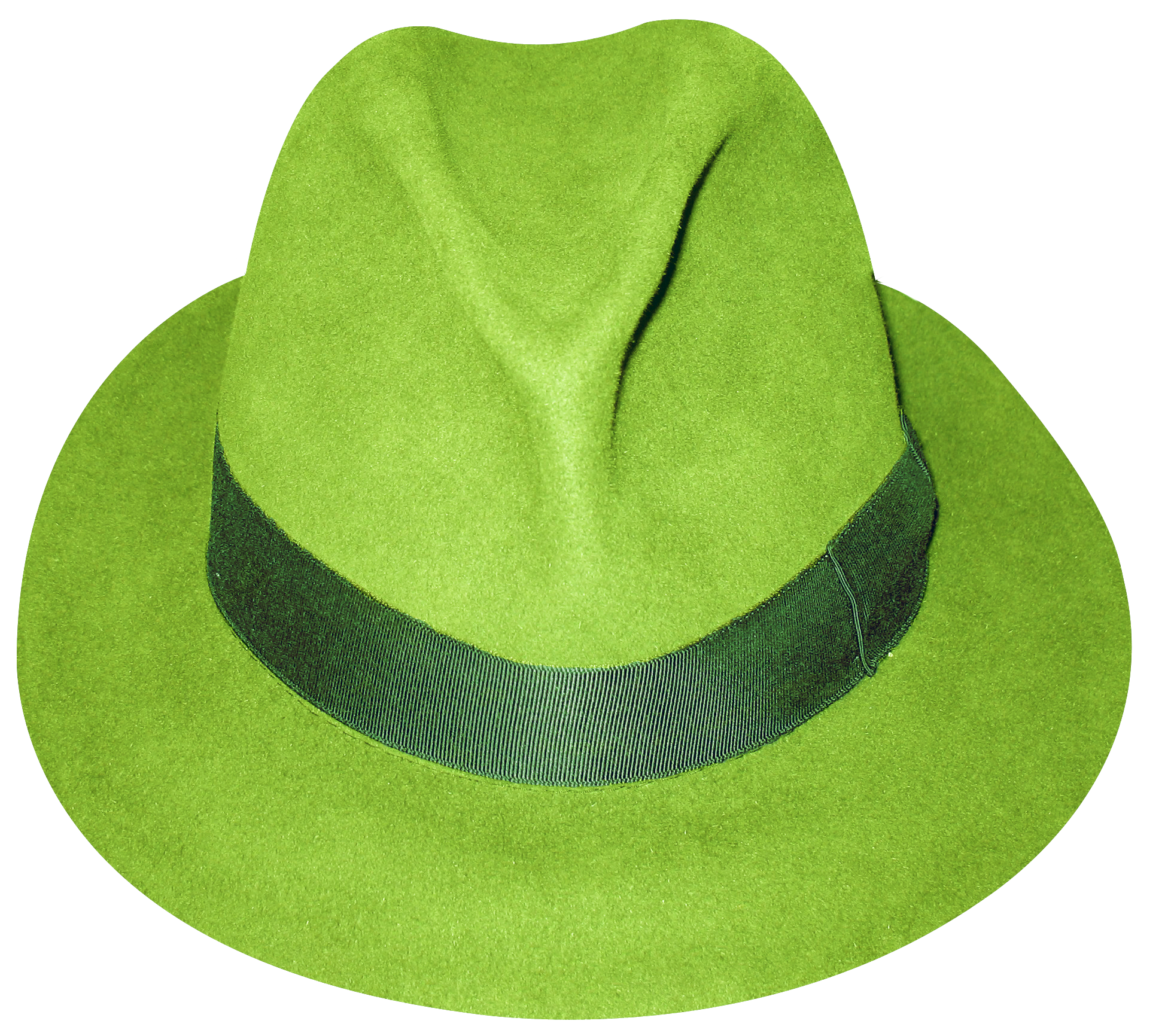
Le symbole de la série Les Futurs Mystères de Paris : un Borsalino vert fluo

Les Futurs Mystères de Paris débutent en 2063, un demi-siècle après la Grande Terreur primitive, un cataclysme mystérieux qui a vu se mêler la réalité que nous connaissons et la psychosphère, matérialisation de l'inconscient collectif de l'espèce humaine dans un continuum orthogonal au nôtre. La violence y a quasiment disparu. 
Ce cycle met en scène un détective privé « transparent » répondant au nom de Temple Sacré de l'Aube Radieuse, ou Tem ; ce détective n'est pas à proprement parler invisible, mais nul ne fait attention à lui, même les systèmes informatiques l'oublient. Quand il souhaite se faire remarquer, il doit s'affubler de vêtements très voyants , tels le borsalino vert fluo devenu emblème de la série. 
Chaque roman du cycle est indépendant et relate une des enquêtes de Tem, mais s'inscrit également dans un récit plus global de quête de ses origines. 
Dans L'odyssée de l'espèce, troisième volet du cycle, le concept de psychosphère est véritablement formulé de manière théorique : la compréhension  de sa nature devient un enjeu essentiel quand tous les spécialistes de la question  sont assassinés l'un après l'autre.

#### Autres romans du cycle
Cette crédille qui nous ronge puis  Le Chant du cosmos reprennent la thématique des Futurs Mystères : dans un avenir plus lointain on retrouve ce monde d'où la violence a quasi disparu.

### Rêves de Gloire
Avec Rêves de Gloire, Wagner relève le défi de réaliser une uchronie sur la Guerre d'Algérie, thématique considérée comme bien risquée par les spécialistes du genre. Partant de l'assassinat du général de Gaulle comme point de divergence, il bâtit une alternative crédible où les communautés du rock psychédélique naissent en Algérie.
Le roman reçut de nombreux prix, sa suite 
Le Train de la réalité et les morts du général fut également récompensée du  Prix Bob Morane.

## Thèmes de prédilection

### La science-fiction dans tous ses genres
Lecteur de récits d'anticipation dès le plus jeune âge, puis critique, Roland C. Wagner a également acquis une grande pratique des multiples formes de la science-fiction en tant que traducteur d'auteurs comme Norman Spinrad, Arthur C. Clarke, Jack Vance, Stephen Baxter ou Catherine Asaro, ou comme « collaborateur » de Jimmy Guieu, exercice de style, qui de son propre point de vue, lui a permis de progresser.
Il prend un plaisir visible à décliner toute la gamme des genres d'un texte à l'autre, passant du « polar futuriste déjanté » des Futurs Mystères de Paris au space opera pacifiste ou au steampunk.
Maîtrisant suffisamment les codes du genre pour en jouer, les renouveler voire les détourner, il est aussi l'auteur de nombreux pastiches d'auteurs de science-fiction reconnus, notamment Les Trois Lois de la sexualité robotique, pastiche bien sûr des célèbres trois lois de la robotique de Isaac Asimov, ou La dernière charge de la morve d'or où se croisent les principaux héros de Moorcock.
Dans les Futurs Mystères de Paris, il retourne ainsi les poncifs du cyberpunk dans un univers futuriste résolument optimiste.

### Le rock psychédélique

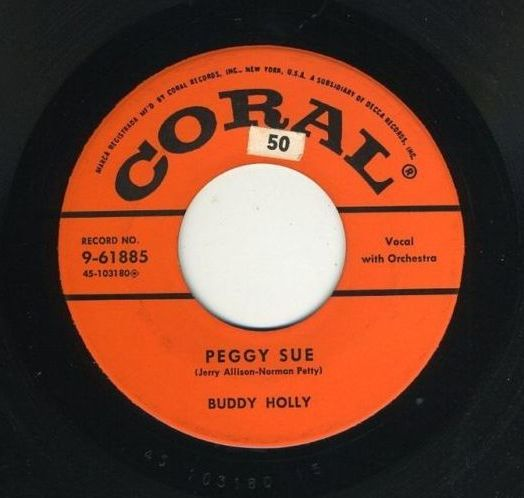
Un vinyle de Peggy Sue

Chanteur et parolier du groupe Brain Damage dès 1983, Roland C. Wagner était passionné de rock, et connaisseur de son histoire jusque dans les aspects les plus confidentiels de certains  groupes psychédéliques.
La musique est un thème omniprésent dans son œuvre littéraire,, depuis  Poupée aux yeux morts où la danse des Transylvaniens permet d'effectuer de courts sauts dans le temps, Les Futurs Mystères où des tribus se constituent autour des goûts musicaux jusqu'à Rêves de gloire, où la quête d'un disque inédit par un collectionneur de vinyles sert de fil conducteur.
Un lecteur attentif, ou fan de rock, peut trouver de multiples allusions musicales dans les noms de ses personnages, comme les ayas des Futurs Mystères : Gloria et Peggy Sue.
Convaincu du pouvoir révolutionnaire de la musique, il inclut dans le recueil Musique de l'énergie une brève histoire du rock « telle qu’on ne l’a jamais racontée » pour reprendre les termes de Norman Spinrad, qui en souligne l'importance dans l'histoire des États-Unis. Il s'en affranchit dans Rêves de gloire, où l'invention du rock'n roll est aussi une histoire uchronique.

### Psychosphère et psychotropes
Le second thème récurrent est l'exploration des états de conscience alternatifs, qu'ils soient dus aux drogues ou à d'autres vecteurs altérant la réalité.
Capable d'en décrire avec réalisme les pratiques et les effets, il n'en occultait pas les effets néfastes sur l'individu, comme sur la contre-culture qu'ils peuvent générer.
La psychosphère est évoquée pour la première fois dans Le Serpent d'angoisse, comme le lieu où de riches pervers viennent réaliser leurs fantasmes. Une des clefs d'entrée dans la psychosphère est la drogue. Sa nature est explicitée plus en détail dans L'Odyssée de l'espèce comme  une manifestation de l'inconscient collectif jungien— ou, du moins, une version quelque peu remaniée prenant également en compte une éventuelle mémoire collective de l'espèce humaine — qui possèderait une réalité matérielle. Mémoire collective, source et réceptacle des mythes, reflet de l'infinie variété des mentalités humaines, la psychosphère interagit avec notre réalité dans une mesure pouvant varier avec le temps.
Présent dans tout le cycle de l'histoire d'un Futur, sous différents aspects selon l'époque décrite, le thème de la psychosphère est ce qui donne, selon Serge Lehman, une « forte unité sous-jacente » à cette œuvre aux multiples facettes.